# Boeselager-Wettkampf

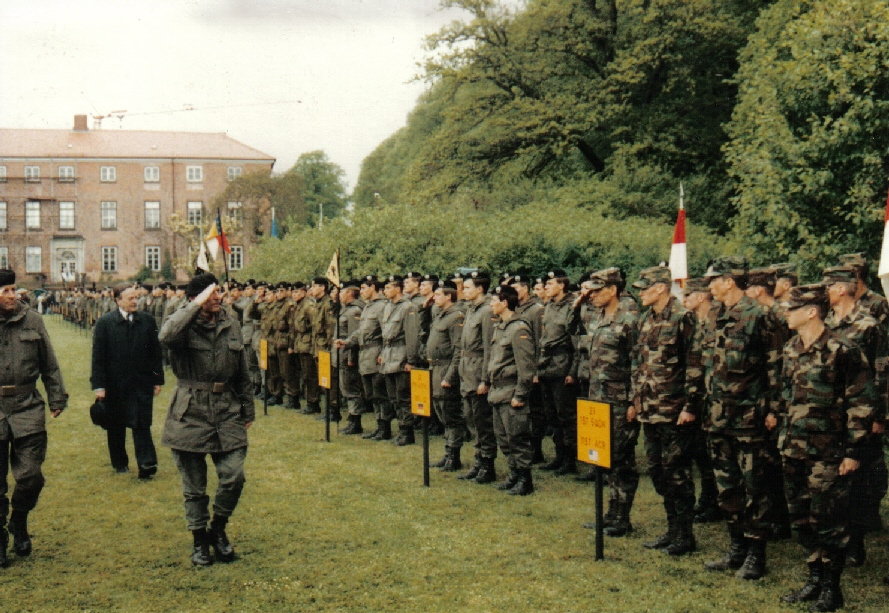
Abschlussveranstaltung mit Philipp Freiherr von Boeselager beim Wettbewerb 1988 in Eutin

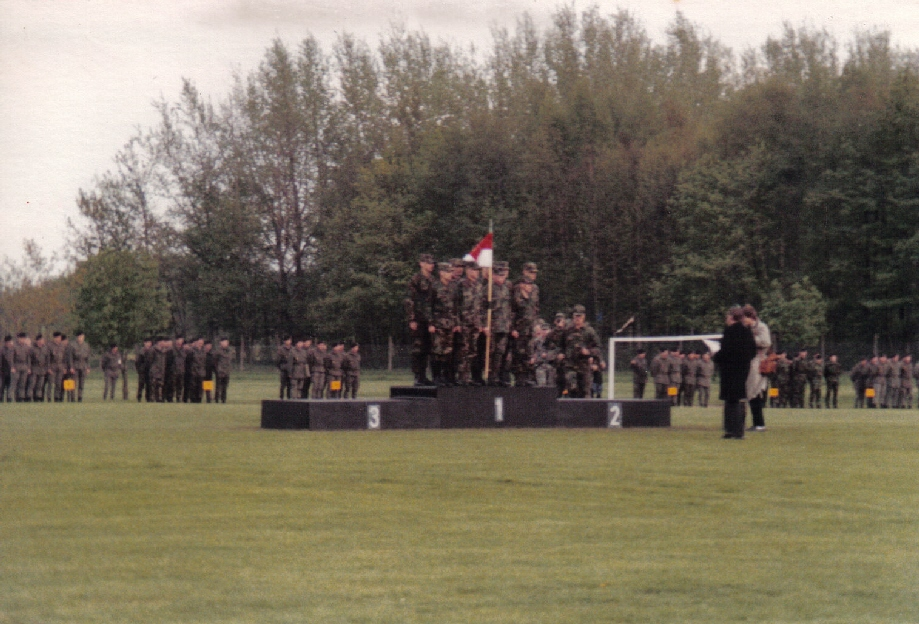
Abschlussveranstaltung beim Wettbewerb 1987 in Hessisch Lichtenau

Der Boeselager-Wettkampf war ein militärischer Vielseitigkeitswettbewerb der Panzeraufklärungsbataillone der Bundeswehr und ihrer Verbündeten.
Den Wettkampf stiftete Philipp Freiherr von Boeselager im Jahre 1970 zum Gedenken an seinen im Zweiten Weltkrieg gefallenen Bruder Georg Freiherr von Boeselager.

## Geschichte
Nachdem sich in den ersten Jahren lediglich die elf Bataillone der deutschen Panzeraufklärungstruppe miteinander maßen, kamen ab 1976 Mannschaften aus ca. zehn NATO-Staaten und Frankreich dazu. Er wurde von 1970 an jährlich bzw. ab 1988 bis 1996 im 2-Jahres-Rhythmus über 1 Woche wechselnd an den Standorten der deutschen Panzeraufklärungsbataillone ausgetragen. 1998 war ursprünglich auch ein Wettkampf geplant, aber die Durchführung musste aufgrund des Engagements der Bundeswehr auf dem Balkan abgesagt werden. Die generelle Ausweitung der Bündnisverpflichtungen der Bundeswehr haben den Inspekteur des Heeres in der Folge veranlasst, den Boeselager-Wettbewerb insgesamt auszusetzen.

## Disziplinen
Die einzelnen Disziplinen waren: Spähtrupp-Parcours, Nacht-Orientierungsmarsch (ca. 20 km), Hubschrauber-Erkundungsflug, Panzer-Geschicklichkeitsfahren, Panzer- und Feinderkennungsdienst, Geländelauf mit Überwinden von natürlichen und künstlichen Hindernissen (ca. 3,5 km), Schießen mit der STAN-Waffe, Schwimmen mit Zeltbahnpaket in stehendem oder auch fließendem Gewässer (im Kampf- bzw. Neoprenanzug).

## Austragungen im Einzelnen
| Jahr | Veranstalter    | Austragungsort     | Beste deutsche Mannschaft | Beste Internat. Mannschaft              | Gesamtsieger                                 |
| ---- | --------------- | ------------------ | ------------------------- | --------------------------------------- | -------------------------------------------- |
| 1970 | PzAufklBtl 7    | Augustdorf         | PzAufklBtl 3              | (nur nationale Klasse)                  | PzAufklBtl 3 (D)                             |
| 1971 | PzAufklBtl 3    | Lüneburg           | PzAufklBtl 2              | (nur nationale Klasse)                  | PzAufklBtl 2 (D)                             |
| 1972 | PzAufklBtl 3    | Lüneburg           | PzAufklBtl 2              | (nur nationale Klasse)                  | PzAufklBtl 2 (D)                             |
| 1973 | PzAufklBtl 2    | Hessisch Lichtenau | PzAufklBtl 2              | (nur nationale Klasse)                  | PzAufklBtl 2 (D)                             |
| 1974 | PzAufklBtl 2    | Hessisch Lichtenau | PzAufklBtl 2              | (nur nationale Klasse)                  | PzAufklBtl 2 (D)                             |
| 1975 | ausgefallen     |                    |                           |                                         |                                              |
| 1976 | GebPzAufklBtl 8 | Freyung            | PzAufklBtl 4              | 103 Verkenningsbataljon (NL)            | PzAufklBtl 4 (D)                             |
| 1977 | PzAufklBtl 6    | Eutin              | GebPzAufklBtl 8           | 2e Rgt. Jagers te Paard (BE)            | ?                                            |
| 1978 | PzAufklBtl 5    | Sontra             | GebPzAufklBtl 8           | 103 Verkenningsbataljon (NL)            | GebPzAufklBtl 8 (D)                          |
| 1979 | PzAufklBtl 4    | Roding             | PzAufklBtl 10             | 103 Verkenningsbataljon (NL)            | PzAufklBtl 10 (D)                            |
| 1980 | PzAufklBtl 1    | Braunschweig       | PzAufklBtl 5              | 41 Zelfstandig Verkenningseskadron (NL) | PzAufklBtl 5 (D)                             |
| 1981 | PzAufklBtl 5    | Sontra             | PzAufklBtl 2              | 2e Rgt Jagers de Paard (BE)             | PzAufklBtl 2 (D)                             |
| 1982 | PzAufklBtl 10   | Ingolstadt         | PzAufklBtl 4              | 2e Rgt Jagers de Paard (BE)             | PzAufklBtl 4 (D)                             |
| 1983 | PzAufklBtl 7    | Augustdorf         | PzAufklBtl 1              | 41 Zelfstandig Verkenningseskadron (NL) | ?                                            |
| 1984 | PzAufklBtl 3    | Lüneburg           | PzAufklBtl 1              | PzAufklKp PrTRS Ankara (TR)             | ?                                            |
| 1985 | GebPzAufklBtl 8 | Freyung            | PzAufklBtl 1              | 103 Verkenningsbataljon (NL)            | PzAufklBtl 1 (D)                             |
| 1986 | PzAufklBtl 5    | Sontra             | PzAufklBtl 1              | 9th/12th Royal Lancers (GB)             | ?                                            |
| 1987 | PzAufklBtl 2    | Hessisch Lichtenau | PzAufklBtl 6              | 1st Sqdn, 11th ACR (US)                 | 1st Sqdn, 11th Armored Cavalry Regiment (US) |
| 1988 | PzAufklBtl 6    | Eutin              | PzAufklBtl 4              | 1-1 Cavalry, 1st AD (US)                | 1-1 Cavalry, 1st Armored Division (US)       |
| 1990 | PzAufklBtl 12   | Ebern              | PzAufklBtl 4              | 1st Sqdn 11th ACR (US)                  | PzAufklBtl 4 (D)                             |
| 1992 | PzAufklBtl 7    | Augustdorf         | PzAufklLehrBtl 11         | 103 Verkenningsbatajon (NL)             | 103 Verkenningsbatajon (NL)                  |
| 1994 | GebPzAufklBtl 8 | Freyung            | PzAufklBtl 14, Beelitz    | 3rd/4th Cavalry, 1st AD (US)            | 3rd/4th Cavalry, 1st Armored Division (US)   |
| 1996 | PzAufklBtl 3    | Lüneburg           | PzAufklBtl 6              | Rgt. Cavallegeri Guide (19°) (IT)       | PzAufklBtl 6 (D)                             |
| 1998 | PzAufklBtl 13   | Gotha              | abgesagt                  |                                         |                                              |